# Martin Murphy
Martin Murphy (né en 1971 à Zérate, près de Buenos Aires) est un journaliste et écrivain argentin.

## Biographie
Grand voyageur, Martin Murphy a collaboré au journal El Cronista et au Buenos Aires Herald.
Il vit actuellement à Londres où il est producteur d'émissions télévisées à la BBC.
En 2006, il publie L'Enfermement d'Ojeda, premier volet d'une trilogie, pour lequel il obtient le prix Juan Rulfo.